# Лена Левчева
Лена Левчева е българска поетеса и театрална актриса, родена във Варна на 22 април 1927 г. Умира на 10 април 
2022.

## Биография
По време на театралната си кариера е играла на сцените на Народния театър „Иван Вазов“, Драматичния театър „Адриана Будевска“ в Бургас, Драматичния театър „Стоян Бъчваров“ във Варна, Общинския театър в Кюстендил. Също така е работила в Българското национално радио. Издала е 5 авторски стихосбирки, а през 2013 и автобиографичната книга „Срещи и несрещи“, в която разказва за своя живот и своите трима съпрузи - писателя и драматург Димитър Димов, политика Венелин Коцев и сценографа Георги Иванов.
Причина за раздялата с първия си съпруг Венелин Коцев е историята, която Лена споделя в своята автобиографична книга:
Прибира се, аз го посрещам с прегръдка, а той казва: „Не, недей! Не знаеш кого прегръщаш! С насочен пистолет принуждавах селяните да си дадат земицата. И плаче“.

## Творчество
Едно от най-известните ѝ стихотворения е посветено на дъщеря ѝ и носи името „На Аве“.
На Аве
Защо му е на бръмбарчето броня?

Кокосовият орех – да.

Ще си разсипе млякото без броня.

А лилията? О, лилията!

В блатата ѝ е дадено да си цъфти

и тя цъфти. Неуязвимо бяла.

И как е кротко свойството ѝ

да се съхрани!